# Круликовський Микола Гнатович
Микола Гнатович Круликовський (1904 — ?) — радянський партійний діяч, секретар Одеського і Дрогобицького обласних комітетів КП(б)У.

## Біографія
Член ВКП(б) з 1930 року.
У 1938—1939 роках — інструктор ЦК КП(б)У в Києві. У липні 1939 — березні 1940 року — завідувач сектора друкованої і усної агітації відділу пропаганди і агітації ЦК КП(б)У.
7 березня 1940 — 8 лютого 1941 року — секретар Одеського обласного комітету КП(б)У із пропаганди і агітації.
У лютому — червні 1941 року — в.о. секретаря Дрогобицького обласного комітету КП(б)У із пропаганди і агітації.
Подальша доля невідома.